# Not Your Barbie Girl
«Not Your Barbie Girl» es una canción de la cantante estadounidense Ava Max, incluida en la edición japonesa de su álbum de estudio debut Heaven & Hell. La canción fue lanzada como un sencillo promocional el 13 de agosto de 2018 a través de Atlantic Records.  

## Antecedentes y desarrollo
«Not Your Barbie Girl» fue lanzada originalmente el 15 de diciembre de 2017 exclusivamente a través de SoundCloud como un «regalo de Navidad anticipado» para los fanáticos de Max. La canción fue relanzada posteriormente a través de varios servicios de transmisión el 13 de agosto de 2018. Fue escrita por Max, Claus Norreen, Johnny Jam, Karsten Dahlgaard, Lene Nystrøm, Madison Love, René Dif, Sørren Rasted y Cirkut, y producido por este último. La canción se había vuelto viral en la plataforma para compartir videos TikTok, lo que le dio a Max un impulso profesional.

## Composición
«Not Your Barbie Girl» es una canción de trap-pop. La canción utiliza la estructura melódica y lírica de la canción satírica «Barbie Girl» de 1997 del grupo pop danés Aqua. Sin embargo, abandona su ironía para optar por un mensaje más directo que apoya el derecho de las mujeres a controlar a quién consienten para tocar sus cuerpos.

## Créditos y personal
Créditos adaptados de Tidal.
- Amanda Ava Koci – voz, composición
- Henry Walter – producción, composición
- Claus Norreen – composición
- Johnny Pedersen – composición
- Karsten Dahlgaard – composición
- Lene Nystrøm – composición
- Madison Love – composición
- René Dif – composición
- Søren Rasted – composición